# Chirontsini
Chirontsini ist ein temporärer Fluss, nach Art eines Fiumara auf Anjouan, einer Insel der Komoren in der Straße von Mosambik.

## Geographie
Der Fluss entspringt im Gebiet von Hajoho im Norden von Anjouan zwischen den Ausläufern des Berges Mdzihé und Chagnoungouni. Er verläuft nach Nordosten und mündet bei Hajoho in die Straße von Mosambik. Er erhält zeitweise Zufluss von Kangani und Dempou.